# Vrbas (Sèrbia)

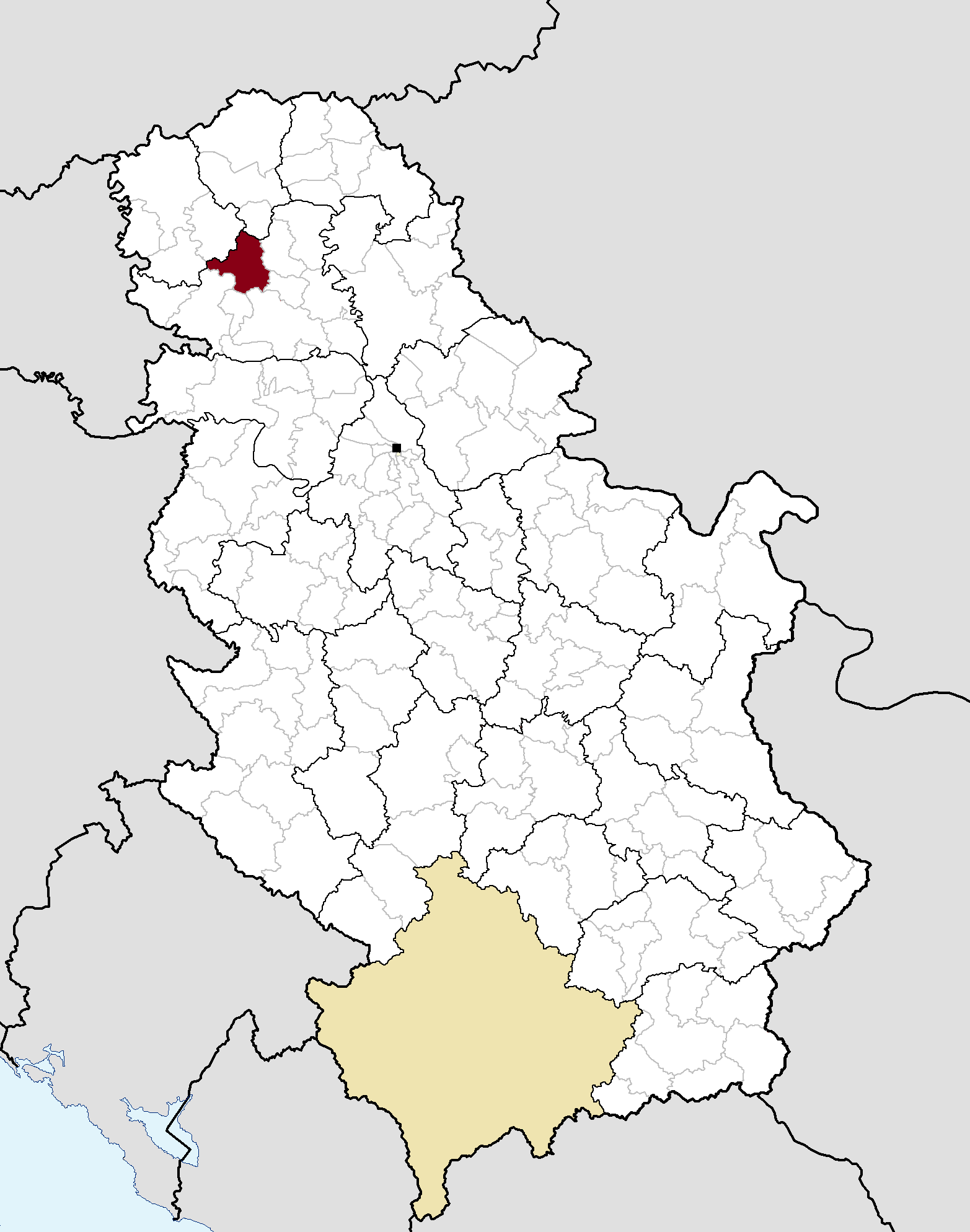
Localització de Vrbas a Sèrbia.

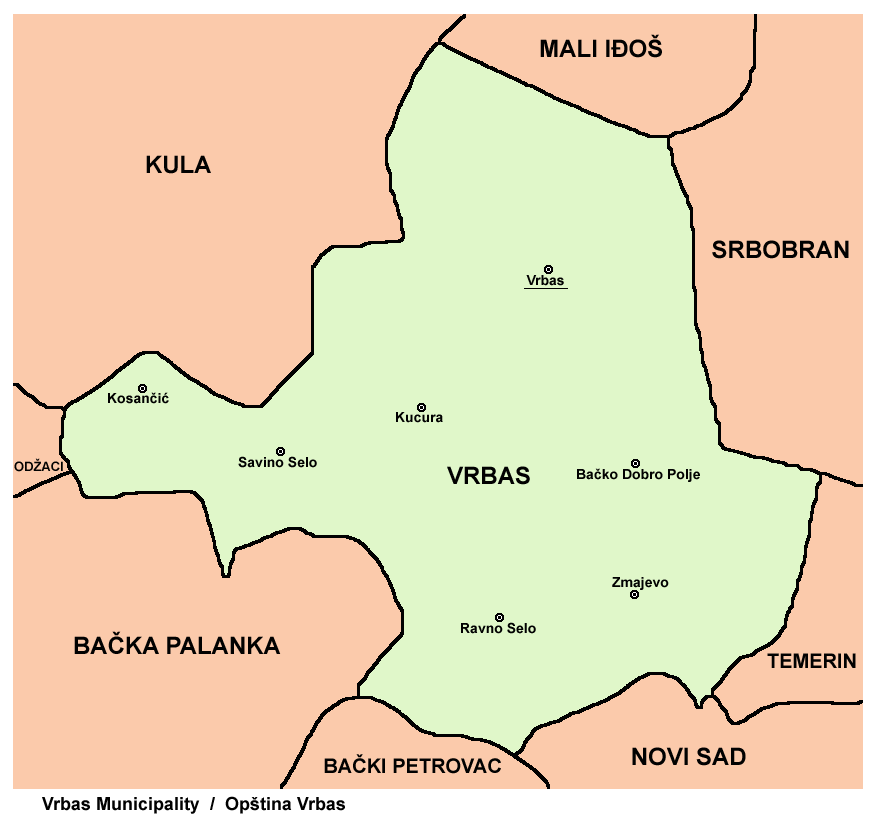
Mapa del municipi

Vrbas (del serbi Врбас; anomenada Вербас en rutè, Verbász en hongarès, Vrbas en croat, Werbass en turc i Verbas en alemany) és un municipi i una localitat de la província de Voivodina, al nord de Sèrbia, situada al districte de Bačka del Sud. Segons el cens nacional, el 2011 el municipi tenia una població total de 41.950 persones, de les quals 23.910 estaven censades a la capital.